# MTV Movie Awards 2003
12. gala MTV Movie Awards odbyła się 31 maja 2003 w Shrine Auditorium w Los Angeles. Uroczystość prowadzili Seann William Scott i Justin Timberlake, a wystąpili t.A.T.u., 50 Cent oraz P!nk.

## Nominacje

### Najlepszy film
- Władca Pierścieni: Dwie wieże
- Barbershop
- 8. Mila
- The Ring
- Spider-Man

### Najlepszy aktor
- Eminem – 8. Mila
- Vin Diesel – xXx
- Leonardo DiCaprio – Złap mnie, jeśli potrafisz
- Tobey Maguire – Spider-Man
- Viggo Mortensen – Władca Pierścieni: Dwie wieże

### Najlepsza aktorka
- Kirsten Dunst – Spider-Man
- Halle Berry – Śmierć nadejdzie jutro
- Kate Hudson – Jak stracić chłopaka w 10 dni
- Queen Latifah – Chicago
- Reese Witherspoon – Dziewczyna z Alabamy

### Najlepsza męska rola przełomowa
- Eminem – 8. Mila
- Nick Cannon – Dobosz
- Kieran Culkin – Ucieczka od życia
- Derek Luke – Antwone Fisher
- Ryan Reynolds – Wieczny student

### Najlepsza żeńska rola przełomowa
- Jennifer Garner – Daredevil
- Kate Bosworth – Błękitna fala
- Maggie Gyllenhaal – Sekeretarka
- Eve – Barbershop
- Beyoncé Knowles – Austin Powers i Złoty Członek
- Nia Vardalos – Moje wielkie greckie wesele

### Najlepszy występ komediowy
- Mike Myers – Austin Powers i Złoty Członek
- Will Ferrell – Old School
- Cedric the Entertainer – Barbershop
- Johnny Knoxville – Jackass: Świry w akcji
- Adam Sandler – Mr. Deeds: Milioner z przypadku

### Najlepszy czarny charakter
- Daveigh Chase – The Ring
- Willem Dafoe – Spider-Man
- Daniel Day-Lewis – Gangi Nowego Jorku
- Colin Farrell – Daredevil
- Mike Myers – Austin Powers i Złoty Członek

### Najlepszy ekranowy zespół
- Elijah Wood, Sean Astin i Gollum – Władca Pierścieni: Dwie wieże
- Kate Bosworth, Michelle Rodriguez i Sanoe Lake – Błękitna fala
- Jackie Chan i Owen Wilson – Rycerze z Szanghaju
- Will Ferrell, Vince Vaughn i Luke Wilson – Old School
- Johnny Knoxville, Bam Margera, Steve-O i Chris Pontius – Jackass: Świry w akcji

### Najlepsza postać wirtualna
- Gollum – Władca Pierścieni: Dwie wieże
- Yoda – Gwiezdne wojny, epizod II: Atak klonów
- Kangur Jack – Kangur Jack
- Zgredek –  Harry Potter i Komnata Tajemnic
- Scooby-Doo – Scooby-Doo

### Najlepszy filmowy pocałunek
- Tobey Maguire i Kirsten Dunst – Spider-Man
- Ben Affleck i Jennifer Garner – Daredevil
- Nick Cannon i Zoe Saldaña – Dobosz
- Leonardo DiCaprio i Cameron Diaz – Gangi Nowego Jorku
- Adam Sandler i Emily Watson – Lewy sercowy

### Najlepsza scena akcji
- bitwa o Helmowy Jar – Władca Pierścieni: Dwie wieże
- karambol na autostradzie nr 23 –  Oszukać przeznaczenie II
- ucieczka – Raport mniejszości
- walka na arenie – Gwiezdne wojny, epizod II: Atak klonów

### Najlepsza walka
- Yoda kontra Christopher Lee – Gwiezdne wojny, epizod II: Atak klonów
- Jet Li kontra the Ultimate Fighters – Od kołyski aż po grób
- Johnny Knoxville kontra Butterbean – Jackass: Świry w akcji
- Fann Wong kontra straż pałacowa – Rycerze z Szanghaju